# Когути
Когути́ — село в Україні, у Яворівському районі Львівської області. Населення становить 151 осіб. Орган місцевого самоврядування — Новояворівська міська рада.
В селі є церква Преображення Господнього. 

## Населення

### Мова
Розподіл населення за рідною мовою за даними перепису 2001 року:
| Мова       | Кількість | Відсоток |
| ---------- | --------- | -------- |
| українська | 151       | 100%     |